# 1980 en musique
| \| • Retour à la chronologie générale de la musique populaire • \| |
| XXIe siècle • XXe siècle • XIXe siècle • XVIIIe siècle XVIIe siècle • XVIe siècle • XVe siècle • XIVe siècle XIIIe siècle • XIIe siècle • XIe siècle • Xe siècle IXe siècle • VIIIe siècle • Haut Moyen Âge • Rome • Grèce |
| • Retour à la chronologie générale de la musique populaire • |

| • Retour à la chronologie générale de la musique populaire • |

| Années de la musique populaire : 1977 - 1978 - 1979 - 1980 - 1981 - 1982 - 1983    |
| Décennies de la musique populaire : 1950 - 1960 - 1970 - 1980 - 1990 - 2000 - 2010 |

Cet article présente les faits marquants de l'année 1980 en musique.

## Faits marquants

### En France
- 54 millions de singles[1] et 86 millions d'albums[2] sont vendus en France en 1980.
- Premiers succès de Lio (Le Banana split) et Didier Barbelivien (Elle).
- Dalida se produit du 5 au 20 janvier sur la scène du Palais des Sports[3].
- Lio connaît un grand succès européen avec Amoureux solitaires[4].
- Sylvie Vartan et Johnny Hallyday chantent ensemble lors de la Fête de la Liberté devant plus de 200 000 spectateurs.
- Décès de Joe Dassin.

### Dans le monde
- Premiers succès de U2 (I will follow), INXS (Just keep walking), The Cure (Boys don't cry), UB40 (Food for thought) et Iron Maiden (Running free).
- 21 mai : AC/DC publie Back in Black, qui deviendra le deuxième album le plus vendu au monde.
- 25 septembre : Séparation de Led Zeppelin, à la suite du décès de leur batteur John Bonham.
- 8 décembre : Assassinat de John Lennon à New York.
- Décès de Bon Scott (chanteur d’AC/DC) et Bill Evans.

## Disques sortis en 1980
- Albums sortis en 1980
- Singles sortis en 1980

## Succès de l'année en France (singles)

### Chansons classées Numéro 1
Cette liste présente, par ordre chronologique, tous les titres s'étant classés à la première place des ventes durant l'année 1980.
- The Buggles : Video Killed the Radio Star
- Madness : One Step Beyond
- Jeane Manson : Vis ta vie
- Lio : Le Banana split
- Ottawan : T'es OK
- Jairo : Les jardins du ciel
- Hervé Vilard : Reviens
- The Korgis : Everybody's Got to Learn Sometime
- Alain Bashung : Gaby oh Gaby
- Lio : Amoureux solitaires
- Barbra Streisand : Woman in Love

### Chansons francophones
Cette liste présente, par ordre alphabétique, tous les titres francophones s'étant classés parmi les 10 premières places des ventes hebdomadaires durant l'année 1980.
- Alain Bashung : Gaby oh Gaby
- Alain Chamfort : Manureva
- Chantal Goya : Bécassine
- Chantal Goya : Pipotin
- Christophe : Aline
- Didier Barbelivien : Elle
- Éric Charden : Albator
- Fabrice Bernard : La faute à Voltaire
- France Gall : Il jouait du piano debout
- Francis Cabrel : L'Encre de tes yeux
- François Valéry : Emmanuelle
- George Chakiris : Mon pays c’est le soleil
- Gérard Lenorman : Si j’étais Président
- Hervé Vilard : Reviens
- Jairo : Les jardins du ciel
- Jeane Manson : Vis ta vie
- Johnny Hallyday : Ma gueule
- Johnny Hallyday : À partir de maintenant
- Julio Iglesias : Où est passée ma bohème
- Julio Iglesias : Je n'ai pas changé
- Julio Iglesias : C’est ma vie
- Julio Iglesias : Il faut toujours un perdant
- Karen Cheryl : Tchoo tchoo
- Karen Cheryl : La marche des machos
- Le Grand Orchestre du Splendid : Macao
- Le Grand Orchestre du Splendid : La Salsa du démon
- Lio : Le Banana split
- Lio : Amoureux solitaires
- Michel Berger : La Groupie du pianiste
- Michel Sardou : Ils ont le pétrole… mais c’est tout
- Michel Sardou : K7
- Mireille Mathieu : Une femme amoureuse
- Ottawan : D.I.S.C.O.
- Ottawan : T’es OK
- Pascal Danel : Kilimandjaro / La Plage aux romantiques
- Richard Gotainer : Primitif
- Sophie & Magaly : Papa Pingouin
- Sylvie Vartan : Nicolas

### Chansons non francophones
Cette liste présente, par ordre alphabétique, tous les titres non francophones s'étant classés parmi les 10 premières places des ventes hebdomadaires durant l'année 1980.
- ABBA : Gimme! Gimme! Gimme!
- ABBA : The winner takes it all
- Barbra Streisand : Woman in Love
- Blondie : Atomic
- Blondie : Call Me
- Boney M : Gotta Go Home
- David Bowie : Ashes to Ashes
- Diana Ross : Upside Down
- Errol Dunkley : Ok Fred
- Five Letters : Ma keen dawn
- George Benson : Give me the night
- Irene Cara : Fame
- Johnny Logan : What's another year
- Kate Bush : Babooshka
- Linda de Suza : Tirola Tirola
- Lipps Inc : Funkytown
- Madness : One Step Beyond
- Olivia Newton-John : Xanadu
- Pink Floyd : Another Brick in the Wall (Part II)
- Ritz : The Loco-Motion
- Robert Palmer : Johnny and Mary
- Sheila & B. Devotion : Spacer
- Sparks : When I'm with You
- Stevie Wonder : Master Blaster (Jammin’)
- Sugarhill Gang : Rapper's Delight
- The Buggles : The plastic age
- The Buggles : Video Killed the Radio Star
- The Korgis : Everybody's Got to Learn Sometime
- The Police : Message in a Bottle
- The Police : Walking on the Moon
- The Police : Roxanne
- The Police : Don’t stand so close to me
- UB40 : Food for thought

## Succès de l'année en France (albums)
Cette liste présente, par ordre alphabétique, les albums sortis en 1980 ayant obtenu une certification Platine ou Diamant en France.

### Disques de diamant (plus d'un million de ventes)
- Francis Cabrel : Fragile
- Julio Iglesias : Sentimental

### Doubles disques de platine (plus de 600.000 ventes)
- AC/DC : Back in Black
- Barbra Streisand : Guilty
- Simon and Garfunkel : The Collection

### Disques de platine (plus de 300.000 ventes)
- France Gall : Paris, France
- Bernard Lavilliers : O gringo
- Bob Marley : Uprising
- Jean Ferrat : Ferrat 80
- John Lennon : Double Fantasy
- Le Grand Orchestre du Splendid : Au Théâtre Saint-Martin
- Renaud : Marche à l’ombre
- The Police : Zenyattà Mondatta
- Trust : Répression

## Succès internationaux de l’année
Cette liste présente, par ordre alphabétique, les trente titres et albums ayant eu le plus de succès dans les charts internationaux en 1980,.

### Singles
- ABBA : The winner takes it all
- ABBA : Super Trouper
- Barbra Streisand : Woman in Love
- Blondie : Call Me
- Blondie : The tide is high
- Captain & Tennille : Do that to me one more time
- Christopher Cross : Sailing
- Diana Ross : Upside Down
- Elton John : Little Jeannie
- Gary Numan : Cars
- Irene Cara : Fame
- John Lennon : (Just like) Starting over
- Johnny Logan : What's another year
- KC & The Sunshine Band : Please don't go
- Kenny Rogers : Lady
- Kenny Rogers : Coward of the county
- Leo Sayer : More than I can say
- Lipps Inc : Funkytown
- Michael Jackson : Rock with you
- Olivia Newton-John : Xanadu
- Olivia Newton-John : Magic
- Paul McCartney : Coming Up
- Pink Floyd : Another Brick in the Wall (Part II)
- Queen : Another one bites the dust
- Queen : Crazy little thing called Love
- Stevie Wonder : Master Blaster (Jammin’)
- Sugarhill Gang : Rapper's Delight
- The Police : Don't stand so close to me
- The Pretenders : Brass in Pocket
- The Rolling Stones : Emotional rescue

### Albums
- ABBA : Super Trouper
- AC/DC : Back in Black
- Barbra Streisand : Guilty
- Billy Joel : Glass Houses
- Bob Marley : Uprising
- Bob Seger : Against the Wind
- Bruce Springsteen : The River
- Christopher Cross : Christopher Cross
- David Bowie : Scary Monsters (and Super Creeps)
- Diana Ross : Diana
- Dire Straits : Making Movies
- Elvis Costello : Get Happy!!
- Genesis : Duke
- Jackson Browne : Hold Out
- John Lennon : Double Fantasy
- Kenny Rogers : Greatest hits
- Olivia Newton-John & Electric Light Orchestra : Xanadu
- Paul McCartney : McCartney II
- Queen : The Game
- Steely Dan : Gaucho
- Stevie Wonder : Hotter than July
- Supertramp : Paris
- Talking Heads : Remain in Light
- The Alan Parsons Project : The Turn of a Friendly Card
- The Blues Brothers : The Blues Brothers
- The Clash : Sandinista!
- The Police : Zenyattà Mondatta
- The Pretenders : The Pretenders
- The Rolling Stones : Emotional Rescue
- U2 : Boy

## Récompenses
- États-Unis : 23e cérémonie des Grammy Awards
- États-Unis : American Music Awards 1980 (en)
- Europe : Concours Eurovision de la chanson 1980
- Québec : 2e gala des prix Félix

## Formations et séparations de groupes
- Groupe de musique formé en 1980
- Groupe de musique séparé en 1980

## Naissances
- 1er janvier : Olivia Ruiz, chanteuse française
- 24 janvier : Miss Espoir, autrice-compositrice-interprète béninoise
- 28 janvier : Nick Carter, membre des Backstreet Boys
- 30 janvier : Kaaris, rappeur français
- 21 février : Takuya Kuroda, trompettiste et arrangeur japonais
- 27 février : Cyrus Bolooki, membre de New Found Glory
- 5 mars : Renan Luce, chanteur français
- 21 mars : Deryck Whibley, membre de Sum 41
- 1er mai : Zaz, chanteuse française
- 10 mai : Zaho, chanteuse algéro-canadienne
- 21 mai : Gotye, chanteur belgo-australien
- 13 juin : Sarah Connor, chanteuse allemande
- 20 juin : Tony Lovato, membre de Mest
- 10 juillet : Jessica Simpson, chanteuse américaine
- 23 juillet : Michelle Williams, chanteuse américaine
- 25 juillet : Diam's, rappeuse française
- 16 août : Vanessa Carlton, chanteuse américaine
- 19 août : Houcine Camara, chanteur et compositeur, finaliste de la saison 2 de la star académy.
- 25 août : Ève Angeli, chanteuse française
- 30 août : Igor Rasteriaev, chanteur et musicien russe
- 14 septembre : Ayọ, chanteuse allemande
- 25 septembre : T.I., rappeur américain
- 5 octobre : Paul Thomas, membre de Good Charlotte
- 6 octobre : Guðrið Hansdóttir, chanteuse, compositrice, parolière et musicienne féroïenne
- 13 octobre : Ashanti, chanteuse américaine
- 24 octobre : Monica, chanteuse américaine
- 28 octobre : Agnes Obel, chanteuse danoise
- 13 novembre : Daniel Zueras, chanteur espagnol
- 17 novembre : Clarke Isaac Hanson, membre de Hanson
- 17 novembre : Mademoiselle K, chanteuse française
- 30 novembre : Cem Adrian, chanteur turc
- 18 décembre : Christina Aguilera, chanteuse américaine

## Décès
- 2 janvier : Larry Williams, chanteur de rock américain
- 3 janvier : Amos Milburn, chanteur et pianiste de rhythm and blues américain
- 6 janvier : Georgana Tillman Gordon, membre de The Velvelettes
- 30 janvier : Professor Longhair, pianiste américain
- 19 février : Bon Scott, chanteur d'AC/DC
- 26 mars : Jon Paulus, membre de The Buckinghams
- 3 avril : Sarah Vaughan, chanteuse américaine
- 28 avril : Tommy Caldwell, membre de Marshall Tucker Band
- 18 mai : Ian Curtis, chanteur de Joy Division
- 30 mai : Carl Radle, membre de Derek and the Dominos
- 21 juin : Bert Kaempfert, compositeur allemand
- 27 juin : Barney Bigard, clarinettiste de jazz américain
- 23 juillet : Keith Godchaux, membre de Grateful Dead
- 20 août : Joe Dassin, chanteur franco-américain
- 15 septembre : Bill Evans, pianiste de jazz américain
- 25 septembre : John Bonham, membre de Led Zeppelin
- 27 octobre : Steve Peregrin Took, membre de T. Rex
- 8 décembre : John Lennon, auteur-compositeur-interprète et guitariste, membre des Beatles
- 29 décembre : Tim Hardin, musicien folk américain.